# ボナ美術館
ボナ美術館（フランス語: Musée Bonnat）は、フランス、バイヨンヌにある美術館。

## 沿革
フランスの画家でパリのエコール・デ・ボザールにおいて教育者としても活躍したレオン・ボナが1891年、故郷のバイヨンヌ市に寄贈した美術コレクションを核に、その他個人コレクターの寄贈を受けて設立された。

## コレクション
公立美術館でありながら、リベラやエル・グレコ、ゴヤといったスペイン絵画から、イタリアおよび北方ルネサンス、17世紀フランドル絵画、アングルやピュヴィス・ド・シャヴァンヌら19世紀フランス美術まで、画家が自作品以外の美術品を体系的に収集した珍しい例として評価されている。

## ギャラリー

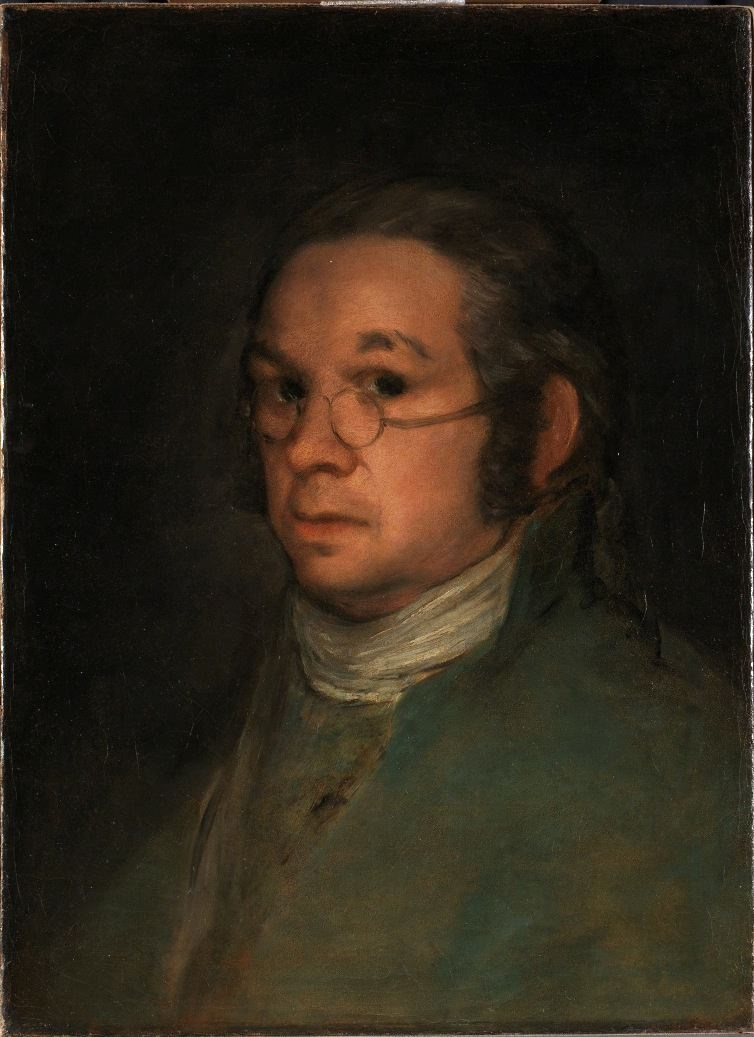
フランシスコ・デ・ゴヤ『眼鏡をかけた自画像』1800年頃
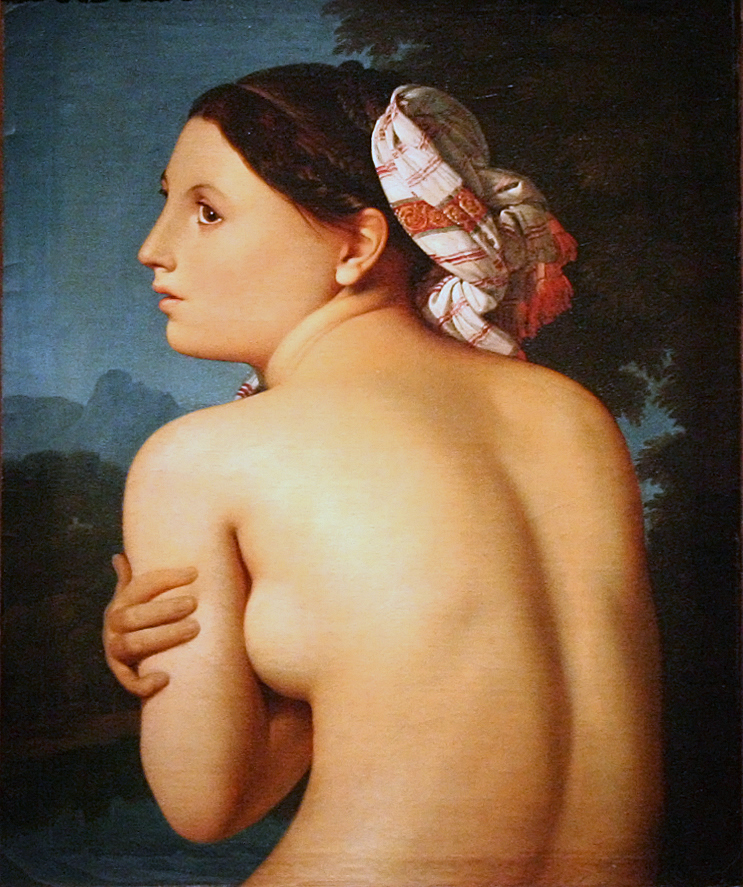
ドミニク・アングル『半身の浴女』1807年